# Ágreda

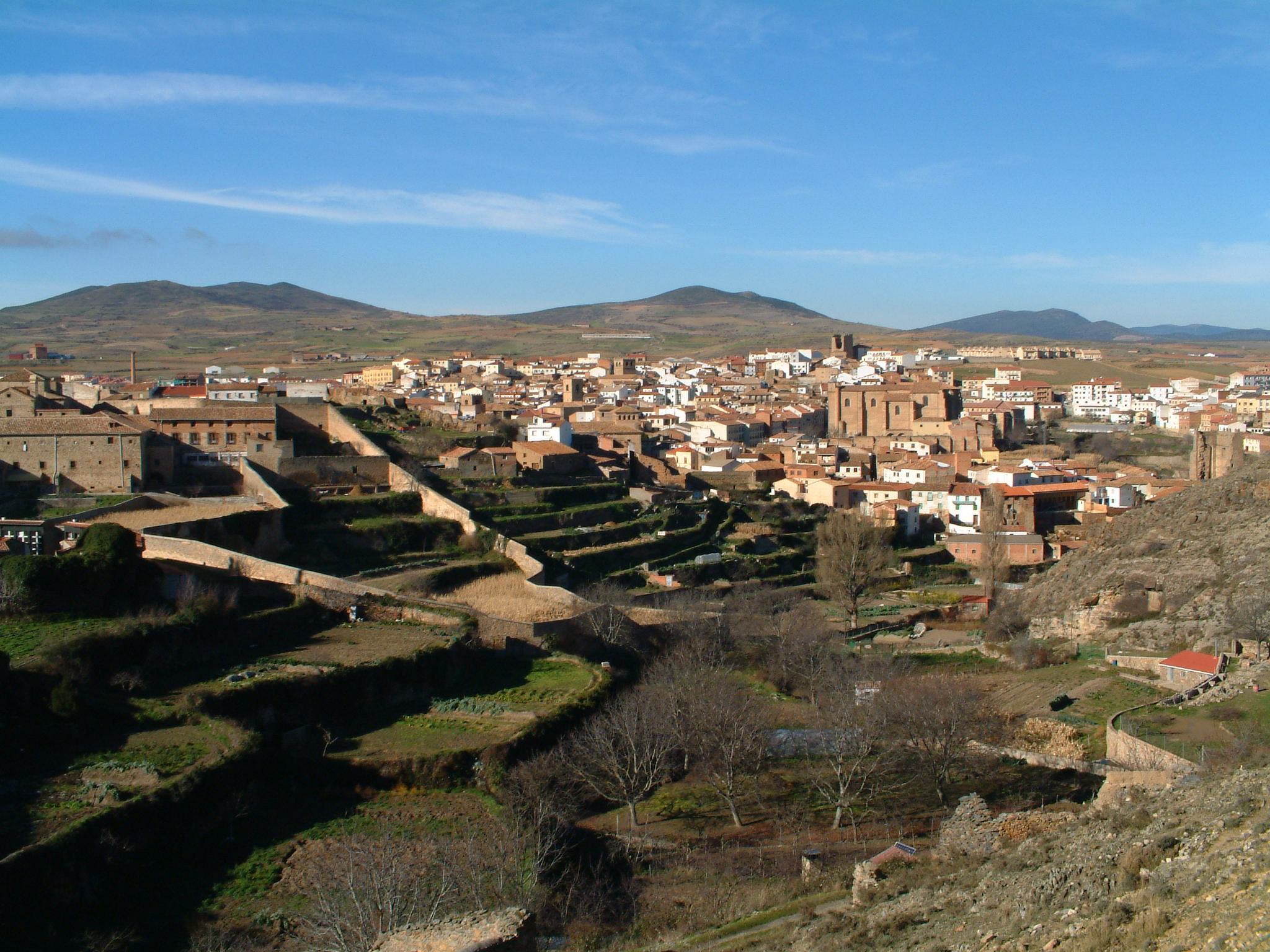

Ágreda là một đô thị ở tỉnh Soria, Castile và León, Tây Ban Nha. Theo điều tra dân số năm 2004 của INE, đô thị này có dân. Đô thị có diện tích 164,93 km2.
Ágreda là trung tâm dịch vụ vùng Đông Bắc tỉnh Soria. Mỗi năm, vùng đất này thu hút khá đông khách du lịch nhờ có khá nhiều di sản cổ kính cùng với các lễ hội địa phương Virgin, thiên sứ Michael.